# پت اسکالی
پت اسکالی (انگلیسی: Pat Scully؛ زادهٔ ۲۳ ژوئن ۱۹۷۰) بازیکن فوتبال اهل جمهوری ایرلند است.
از باشگاه‌هایی که در آن بازی کرده‌است می‌توان به باشگاه فوتبال آرسنال، باشگاه فوتبال پرستون نورث اند، باشگاه فوتبال نورث‌همپتون تاون، باشگاه فوتبال شامروک روورز، باشگاه فوتبال هادرزفیلد تاون و باشگاه فوتبال ساوتند یونایتد اشاره کرد.
وی همچنین در تیم ملی فوتبال جمهوری ایرلند بازی کرده‌است.